# Jules Logerotte
Jules Benoît Logerotte, né à Chalon-sur-Saône le 19 février 1823, mort à Louhans le 9 avril 1884, avocat et homme politique français.

## Biographie
Député de Saône-et-Loire de 1876 à sa mort, il est en mai 1877 l'un des signataires du manifeste des 363.
À partir de 1874, il se fit construire par l'architecte François Dulac le château des Crozes à Frontenaud, commune dont il fut conseiller municipal avant d'être conseiller général du canton de Cuiseaux et finalement député de l'arrondissement de Louhans. Bel exemple d'architecture du XIXe siècle, ce château, qui abrite aujourd'hui l'administration d'un EHPAD, possède au rez-de-chaussée un grand salon orné d'intéressantes peintures exécutées par l'artiste Paul Pompon sur le thème de l'histoire de France.
- Sous-secrétaire d'État à l'Instruction publique et aux Beaux-Arts du 10 août 1882 au 20 février 1883 dans le Gouvernement Charles Duclerc.

## Sources
- Ressource relative à la vie publique :   - Base Sycomore
- Notices d'autorité :   - VIAF
  - ISNI
  - BnF (données)
  - IdRef